# ایر کارائیبس
ایر کارائیبس (به انگلیسی: Air Caraïbes) یک شرکت هواپیمایی با کد یاتا TX است که در ۱۹۶۹ میلادی تأسیس شده و در ۱ ژوئیه ۲۰۰۰ فعالیتش را آغاز کرده‌است. دفتر مرکزی ایر کارائیبس در لزبیم، جزیره گوادلوپ واقع شده‌است و قطب این شرکت هواپیمایی در فرودگاه بین‌المللی پوانت آ پیتر قرار دارد و به ۱۳ مقصد، پرواز انجام می‌دهد.